# 아나트

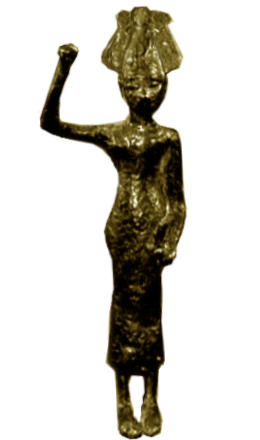

아나트(‘nt [‘anatu])는 우가리트 신화의 사랑과 싸움의 여신이다. 또한 폭풍우의 신 바알의 여동생 혹은 아내라고도 한다.

## 개요
수많은 싸움으로 많은 적을 죽인 매우 호전적인 여신이다. 그녀가 죽인 시체의 피가 허리까지 잠길 정도여서 사망자의 머리나 손이 허리까지 차 올랐다고 전해진다. 그 한편으로 처녀(btlt)라고 불리고 바알의 자매 중 제일 아름답다고 여겨져, 오라버니인 바알로부터 사랑을 받았다고 하는 이면성이 있는 여신이다. 이러한 이면적인 성향으로부터, 같은 사랑과 싸움의 여신의 속성을 가지고 있는 메소포타미아 신화의 이슈타르와 기원을 같이 한다고 하여 그녀를 원형으로 하여 등장한 아스타르테와 동일시하는 설도 있다. 또 키프로스에선 전쟁의 여신인 아테나와 같이보는 경향이 있다.

## 우가리트 신화
아나트는 바알을 사모하여 그가 '자신에게는 전용의 신전이 없다.'라고 한탄했을 때에, 최고신 엘의 앞에서 '머리를 잘라 떨어트리겠다.'라고 협박을 하여 신전을 건설해 줄 것을 요구했다고 전해진다. 결국 이 협박은 실패하지만, 후에 엘의 아내인 아세라에게 뇌물을 주어 신전 건설의 소원을 실현하게 된다. 또한 바알이 모트에게 살해당했을 때에는, 모트를 잘게 잘라 채로 걸러서 맷돌로 간 다음 밭에 뿌려 복수를 완수했다고 전해진다.

## 같이 보기
- 이난나
- 이슈타르
- 아테나